# Aseraggodes holcomi
 Aseraggodes holcomi és un peix teleosti de la família dels soleids i de l'ordre dels pleuronectiformes que es troba a les costes del Pacífic oriental central.